# Howard Branch
La Howard Branch est un tronçon à quatre voies du métro de Chicago, ses deux voies centrales sont utilisées par la ligne rouge tandis que les voies extérieures sont parcourues en heure de pointe par la ligne mauve.
Elle est généralement délimitée par les dates d’avancements  de la construction du réseau de la Northwestern Elevated entre la North Side Main Line au sud et la Evanston Branch au nord.
Certains la délimitent à partir de Armitage à Howard (soit l’ensemble du tracé qui reste à quatre voies) tandis que d’autres la divisent à hauteur de Wilson où les rames s’arrêtaient à des niveaux différents et où une correspondance était organisée.

## Historique
L’extension au nord de Wilson a commencé en 1908. Contrairement aux voies existantes, la nouvelle ligne se trouvait au niveau du sol traversant le trafic routier grâce à des passages à niveau. Elle n’était pas limitée au nord et continuait  au-delà de Howard  vers Evanston ne formant qu’un tronçon unique avec la Evanston Branch.
Le 3 novembre 1913 le service Crosstown est institué sous l’impulsion du Chicago Elevated Railway. La Howard Branch est connectée via le Union Loop à la South Side Main Line au sud de la ville.
Le 22 avril 1914 débutent les travaux d'élévation des pistes sur un viaduc au-delà de Wilson jusque Howard  soit sur 7,3 kilomètres. La Howard Branch est également par la même occasion élargie à quatre voies comme la North Side Main Line. À la suite de difficultés financières, les travaux qui devaient être inaugurés deux ans plus tard ne furent terminés qu’en 1922.
Le 27 février 1923 la station Lawrence s’ouvre tandis que Wilson est reconstruite, les installations au niveau du sol étant limitées et transformées en voie de stockage et d’entretien des rames.
Le 31 octobre 1949, la Chicago Transit Authority revoit son offre de service et confirme la liaison des deux voies centrales à la South Side Main Line tandis que les deux voies en provenance d’Evanston roulent sur les rails extérieurs de manière express vers le Loop. Trop peu fréquentées, les stations Buena, Clark et Grace sont fermées.
Le 21 février 1993, la Chicago Transit Authority attribue la couleur rouge à la Howard Branch et la dévie dans le State Street Subway vers la Dan Ryan Branch. La desserte de la South Side Main Line et ses extensions sont attribuées à la ligne verte via le Loop et la Lake Branch. La desserte des voies express est quant à elle confirmée sur la Evanston Branch en heure de pointe et se voit attribuer la couleur mauve.

## La rénovation de la Howard Branch
Après avoir rénové les stations de la  ligne brune sur la Ravenswood Branch et sur la North Side Main Line, la Chicago Transit Authority a lancé en octobre 2009 une étude afin de procéder aux mêmes reconstructions et d'accessibilité des stations et des voies de la Howard Branch et de la Evanston Branch  de Addison à Linden soit un tronçon de 14,5 km.
L’étude s'est terminée fin novembre 2010 afin d’en déterminer les coûts, les échéances et le cahier des charges. Les audiences publiques ont eu lieu en janvier 2011 à Chicago et à Evanston pour présenter aux citoyens concernés les six différents scénarios possibles dont un prévoit la suppression des stations Foster et South Boulevard sur la Evanston Branch et des stations Thorndale, Jarvis et Lawrence sur la Howard Branch afin de limiter les coûts de reconstruction de ces stations vieilles de quatre-vingts ans et de rendre la circulation des navetteurs plus rapide vers le Loop.
Lors de la réunion du 28 janvier 2011, cette dernière proposition s'est néanmoins heurtée au refus des résidents locaux.